# レノ丸
レノ丸（レノまる）は、日本プロサッカーリーグ（Jリーグ）に加盟するレノファ山口FCのマスコットキャラクター。
モチーフはライオン。

## 概要
レノファ山口FCにはクラブ創設以来マスコットキャラクターがいなかったが、2016年に公式キャラクターを制作、同年1月30日にザ・ビッグ大内店（山口市）にて行われたイベントでお披露目が行われた。
顔の周囲がユニフォームにも用いられているオレンジ・茶・ベージュの縞模様のたてがみで覆われた二頭身のマスコットで、「戦う獅子」と「維新の志士」をモチーフとしたものとなっている。防府市のユニフォーム・グッズ製作会社の原田（現・HARADA）と防府市のウェブデザイン制作会社であるDERESIがデザインを担当した。名称は公募が行われ、約2千通の候補の中から、レノファの『レノ』と、武士の男の子によくつけられていた『△△丸』を組み合わせた『レノ丸』に決まった。
同年の開幕戦・岡山戦を始めホームゲーム各試合で活動しているほか、レノファ山口FCが関係する各種イベントにも出演している。2016年末には山口市が発行する年賀はがきにレノ丸とクラブエンブレム、瑠璃光寺五重塔の写真を印刷したものが登場した。
2017年2月18日に行われたFUJI XEROX SUPER CUP2017のイベントとして行われた「Jリーグマスコット総選挙」では、初出場ながらサンチェ（広島）・ベガッ太（仙台）に次ぐ3位に入った

### 注記
1. ↑  2013年からは山口県PR本部長のちょるるが「スペシャルサポーター」としてクラブ公式マスコットの代わりにイベント等に出演していた[2]。
2. ↑  運営するマックスバリュ西日本がレノファ山口FCのスポンサーである。